# Endless Forms Most Beautiful
Endless Forms Most Beautiful je osmi studijski album finske simfonične metal skupine Nightwish, izdan 25. marca 2015.

## Seznam pesmi
1. "Shudder Before the Beautiful" - 6:29
2. "Weak Fantasy" - 5:23
3. "Élan" - 4:45
4. "Yours Is an Empty Hope" - 5:34
5. "Our Decades in the Sun" - 6:37
6. "My Walden" - 4:38
7. "Endless Forms Most Beautiful" - 5:07
8. "Edema Ruh" - 5:15
9. "Alpenglow" - 4:45
10. "The Eyes of Sharbat Gula" (instrumental) - 6:03
11. "The Greatest Show on Earth" - 24:00